# Karel Petr

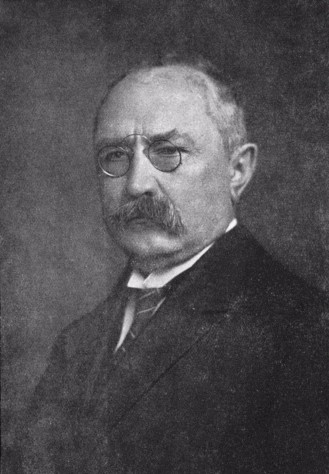
Karel Petr

Karel Petr (* 14. Juni 1868 in Zbyslav, Österreich-Ungarn; † 14. Februar 1950 in Prag, Tschechoslowakei) war ein tschechischer Mathematiker. 1925/26 war er Rektor der Karls-Universität Prag.

## Leben
Nach dem Besuch des Gymnasiums in Čáslav und Chrudim studierte Karel Petr an der Karls-Universität Prag Mathematik und Physik für das Lehramt. Nach dem Abschluss 1893 lehrte er an Mittelschulen in Chrudim, Brünn, Přerov und Olmütz. 1897 wurde er an der Karls-Universität promoviert. 1902 habilitierte er an der Technischen Hochschule in Brünn. Ab 1903 war er außerordentlicher Professor an der Karls-Universität, wo er 1908 zum ordentlichen Professor ernannt wurde. 1925/26 bekleidete er das Amt des Universitätsrektors. 1938 erfolgte die Emeritierung.
Petr befasste sich mit analytischer Zahlentheorie, der Theorie der algebraischen Formen, numerischer Mathematik und Geometrie. Daneben verfasste er Lehrbücher über Analysis und publizierte 108 wissenschaftlichen Arbeiten, darunter etwa 22 zur Zahlentheorie. Nach ihm, Bernhard Neumann (1941) und Jesse Douglas (1940) ist ein Satz über Polygone benannt, den er 1908 veröffentlichte und der als Verallgemeinerung des Satzes von Napoleon aufgefasst werden kann.
Petr war Mitglied der Königlichen böhmischen Gesellschaft der Wissenschaften und der Tschechischen Akademie der Wissenschaften und Künste sowie Ehrenmitglied des Vereins der tschechischen Mathematiker und Physiker. 1938 verliehen ihm die Karls-Universität und die Brünner Masaryk-Universität die Ehrendoktorwürde.
Zu seinen Doktoranden gehört u. a. Eduard Čech.

## Werke (Auswahl)
- Počet integrální, Nakl. Jednoty čes. matemat. a fysiků, Prag 1915
- Počet differenciální: Část analytická. Nakl. Jednoty čes. matemat. a fysiků, Prag 1923